# Atalanté

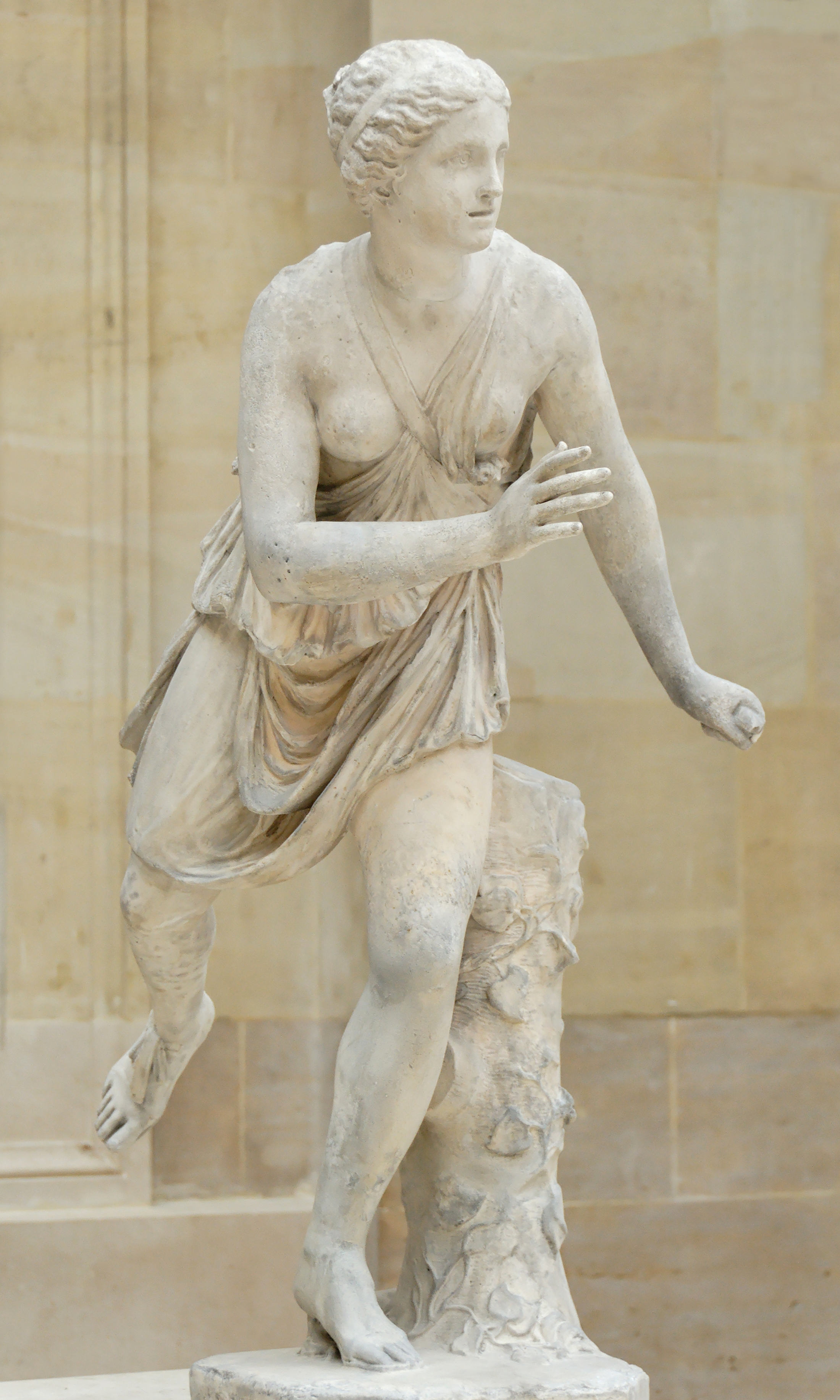
Atalanté szobra, Pierre Lepautre 1703–1705-ben alkotott műve

Atalanté (vagy Atalanta; görögül Αταλάντη, jelentése „kiegyensúlyozott”) Iasziosz és Klümené árkádiai uralkodópár leánya a görög mitológiában. 

## A mítosz
Iasziosz arra vágyott, hogy fia szülessen, így nagyot csalódott, amikor Atalanté világra jött. Mérgében kitette egy dombra. A kisdedet Artemisz istennő megszánta és táplálására egy anyamedvét küldött. A csecsemőt aztán megtalálta egy vadászcsoport, akik magukkal vitték és felnevelték. Így Atalanté igen jártas lett a vadászatban, és nőtársainál sokkal erősebb és gyorsabb volt. Ezért aztán nem csoda, ha gyakran vállalkozott férfias feladatok végrehajtására vagy ilyen versenyekben való részvételre. 
Így utazott el Iaszónnal az Argó fedélzetén Kolkhiszba az aranygyapjúért. A kolkhisziakkal vívott csatában megsebesült, amit Médeia gyógyított be. Egyik legismertebb vállalkozása volt, hogy részt vett a kalüdóni vadkanvadászaton. Itt először nem akarták engedélyezni neki, hogy részt vegyen egy ilyen megpróbáló vadászaton, de szépségével főleg Meleagroszt győzte meg, és végül csatlakozhatott. A vadászat alatt két kentaur megpróbálta elrabolni Atalantét, ám Hüleiosz és Rhaiekosz kentaurok elszámolták magukat Atalanta erejével, és a nagyerejű nő megölte őket. A  vadászat tovább folytatódott és a vadkant először Atalanta találta el, amiért Meleagrosz nekiadta a vadkan bőrét. Ezt Meleagrosz nagybátyjai kifogásolták, és azon a véleményen voltak, hogy egy nőnek ilyen ajándékot nem szabad adni, de Meleagrosz a vitában megölte nagybátyjait. Amikor erről tudomást szerzett Meleagrosz anyja, egy elátkozott farönköt dobott a tűzre, amely kioltja fia életét, mire hamuvá porlik.
Atalanté nagy vadászati sikeréről tudomást szerzett apja, Iasziosz is, aki visszafogadta leányát, és így kibékültek. Atalantét mint árkádiai hercegnőt apja ki akarta házasítani, ám egy jós figyelmeztette a királyi családot, hogy az számukra végzetes lesz, ha Atalanté férjhez megy. Így a hercegnő kitalálta, hogy csak ahhoz megy feleségül, aki le tudja győzni őt futásban. Mivel az egész görög világban nem volt olyan ember, aki gyorsabb lett volna Atalanténél, ez jó ötletnek tűnt arra, hogy távol tartsa a kérőket, hiszen a veszteseket Atalanté megölhette.
Történt egyszer, hogy Hippomenész vagy mások szerint Meilanión el akarta venni a szépséges hercegnőt, de tudta nagyon jól, hogy nem győzné le Atalantét futásban. Így Aphrodité segítségét kérte, aki adott neki három aranyalmát, hogy amikor Atalanté megelőzi őt, akkor csak gurítsa őket a hercegnő elé, és ő meg fog állni kíváncsi természete miatt és össze fogja gyűjteni az almákat. És ez idő alatt előnyre tehet szert. Így történt, hogy Melanión legyőzte Atalantét.
Mások szerint Atalanthé amikor elért egy férfit a versenyben azt lándzsájával leszúrta és így fejeződött be a legtöbb verseny kivéve ugye Hippometész vagy Meilaion
Született egy fia, Parthenopaiosz, aki részt vett a Hetek Thébai elleni hadjáratában. Egy alkalommal férjével Zeusz templomában jártak, ahol buja vágy tört rájuk, és egymáséi lettek. Erre a főisten rettenetesen megharagudott és mindkettőjüket oroszlánná változtatta.
Mások szerint Atalanthé amikor elért egy férfit a versenyben azt lándzsájával leszúrta és így fejeződött be a legtöbb verseny kivéve ugye Hippometész vagy Meilaion

## Elemzése
Könnyen elképzelhető, hogy a kérőit futással próbára tévő, gyorslábú szűz és a medve által nevelt, vadászó hajadon elképzelése eredetileg két önálló legenda volt. Az utóbbi esetleg Artemiszre is utalhat, esetleg Artemisz egy változatának mítosza. Ovidius és Hésziodosz csak az előbbi, Homérosz és egy elveszett Aiszkhülosz-dráma az utóbbi változatról szól. Ebből adódhat az az ellentmondás is, hogy a Zeusz-szentélybeli szeretkezés nem sokkal az esküvő után történt, hiszen Aphrodité azért bocsátotta a párra az ellenállhatatlan bujaságot, mert Hippomenész/Meilanión elfelejtett az aranyalmák miatt megfelelő hálaáldozatot bemutatni neki. Így Parthenopaiosz nem születhetett volna meg. Az oroszlánná változás az egyik, a gyermek születése a másik mondakörhöz tartozott. Erre utalhat a kérő két neve is, mivel Hippomenész egyébként Niszosz (a későbbi Megara) királya volt, akinek felesége (Iphinoé) és gyermeke (Megareusz, Alkathoósz későbbi feleségének apja) is volt. Meilanión viszont más mondákban nem tűnik fel, a nevén kívül többet nem is tudni róla. Ennek feloldása, hogy gyermekének, Parthenopaiosznak apjaként általában Meleagroszt említik, a gyermek neve is beszélő név, azt jelenti, „a szűz fia”.